# Ammodytes dubius
El lanzón del norte (Ammodytes dubius) es una especie de pez actinopeterigio marino, de la familia de los ammodítidos.

## Biología
Cuerpo alargado y fino, con una longitud máxima descrita de 25 cm. En la aleta dorsal no tienen espinas y tienen 56 a 67 radios blandos, mientras que en la aleta anal también sin espinas y 28 a 35 radios blandos.
Se alimenta de crustáceos y anélidos, principalmente de copépodos de la especie Calanus finmarchicus.

## Distribución y hábitat
Se distribuye por aguas del norte del océano Atlántico, tanto en la costa oeste desde Groenlandia hasta Carolina del Norte (Estados Unidos), sí como también por el noreste del Atlántico. Son peces marinos de agua polar, de comportamiento demersal, que prefieren un rango de profundidad desde la superficie hasta los 108 m.